# پیر فاوره
پیر فاوره (انگلیسی: Pierre Favre؛ زادهٔ ۲ ژوئن ۱۹۳۷) موسیقی‌دان اهل سوئیس است.